# Marco Materazzi
Marco Materazzi (n. 19 august 1973, Lecce, Apulia, Italia), este un fost fotbalist italian, cunoscut pentru activitatea la echipa italiană din Serie A Internazionale Milano. În finala Campionatului Mondial de Fotbal, Materazzi a fost implicat într-un incident cu Zinedine Zidane, când a primit un cap în piept, care a dus la eliminarea fotbalistului francez.

## Statistici carieră

#### Club
La 25 decembrie 2015.
| Club           | Sezon        | Campionat | Campionat | Cupă    | Cupă   | Continental | Continental | Altele  | Altele | Total   | Total  |
| Club           | Sezon        | Meciuri   | Goluri    | Meciuri | Goluri | Meciuri     | Goluri      | Meciuri | Goluri | Meciuri | Goluri |
| -------------- | ------------ | --------- | --------- | ------- | ------ | ----------- | ----------- | ------- | ------ | ------- | ------ |
| Messina        | 1990–91      | 1         | 0         | 0       | 0      | —           | —           | —       | —      | 1       | 0      |
| Messina        | Total        | 1         | 0         | 0       | 0      | —           | —           | —       | —      | 1       | 0      |
| Tor di Quinto  | 1991–92      | 0         | 0         | —       | —      | —           | —           | —       | —      | 0       | 0      |
| Tor di Quinto  | 1992–93      | 12        | 0         | —       | —      | —           | —           | —       | —      | 12      | 0      |
| Tor di Quinto  | Total        | 12        | 0         | —       | —      | —           | —           | —       | —      | 12      | 0      |
| Marsala        | 1993–94      | 25        | 4         | —       | —      | —           | —           | —       | —      | 25      | 4      |
| Marsala        | Total        | 25        | 4         | —       | —      | —           | —           | —       | —      | 25      | 4      |
| Trapani        | 1994–95      | 13        | 2         | —       | —      | —           | —           | —       | —      | 13      | 2      |
| Trapani        | Total        | 13        | 2         | —       | —      | —           | —           | —       | —      | 13      | 2      |
| Perugia Calcio | 1995–96      | 1         | 0         | —       | —      | —           | —           | —       | —      | 31      | 17     |
| Perugia Calcio | Total        | 1         | 0         | —       | —      | —           | —           | —       | —      | 1       | 0      |
| Carpi          | 1996–97      | 18        | 7         | —       | —      | —           | —           | —       | —      | 18      | 7      |
| Carpi          | Total        | 18        | 7         | —       | —      | —           | —           | —       | —      | 18      | 7      |
| Perugia Calcio | 1996–97      | 14        | 2         | —       | —      | —           | —           | —       | —      | 14      | 2      |
| Perugia Calcio | 1997–98      | 33        | 5         | 2       | 0      | —           | —           | —       | —      | 35      | 5      |
| Perugia Calcio | Total        | 47        | 7         | 2       | 0      | —           | —           | —       | —      | 49      | 7      |
| Everton        | 1998–99      | 27        | 1         | 6       | 1      | —           | —           | —       | —      | 33      | 2      |
| Everton        | Total        | 27        | 1         | 6       | 1      | —           | —           | —       | —      | 33      | 2      |
| Perugia Calcio | 1999–2000    | 21        | 3         | 2       | 0      | 1           | 0           | —       | —      | 24      | 3      |
| Perugia Calcio | 2000–01      | 30        | 12        | 2       | 0      | 1           | 0           | —       | —      | 33      | 12     |
| Perugia Calcio | Total        | 51        | 15        | 4       | 0      | 2           | 0           | —       | —      | 57      | 15     |
| Internazionale | 2001–02      | 29        | 1         | 1       | 0      | 8           | 1           | —       | —      | 38      | 2      |
| Internazionale | 2002–03      | 25        | 1         | 0       | 0      | 13          | 0           | —       | —      | 38      | 1      |
| Internazionale | 2003–04      | 18        | 3         | 0       | 0      | 4           | 0           | —       | —      | 22      | 3      |
| Internazionale | 2004–05      | 29        | 0         | 5       | 0      | 9           | 0           | —       | —      | 43      | 0      |
| Internazionale | 2005–06      | 22        | 2         | 6       | 0      | 10          | 0           | 1       | 0      | 39      | 2      |
| Internazionale | 2006–07      | 30        | 10        | 2       | 0      | 6           | 0           | 1       | 0      | 39      | 10     |
| Internazionale | 2007–08      | 25        | 1         | 4       | 0      | 3           | 0           | 1       | 0      | 33      | 1      |
| Internazionale | 2008–09      | 9         | 0         | 2       | 0      | 5           | 1           | 0       | 0      | 16      | 1      |
| Internazionale | 2009–10      | 12        | 0         | 4       | 0      | 4           | 0           | 0       | 0      | 20      | 0      |
| Internazionale | 2010–11      | 10        | 0         | 1       | 0      | 1           | 0           | 1       | 0      | 13      | 0      |
| Internazionale | Total        | 209       | 19        | 25      | 0      | 63          | 2           | 4       | 0      | 301     | 20     |
| Chennaiyin     | 2014         | 7         | 0         | —       | —      | —           | —           | —       | —      | 7       | 0      |
| Chennaiyin     | Total        | 7         | 0         | —       | —      | —           | —           | —       | —      | 7       | 0      |
| Career total   | Career total | 410       | 55        | 37      | 1      | 65          | 2           | 4       | 0      | 516     | 57     |

1. ↑  Including continental competitions, such as UEFA Champions League and UEFA Europa League
2. ↑  Including other competitions, such as Supercoppa Italiana, UEFA Super Cup and FIFA Club World Cup